# Köpferbrunnenanlage

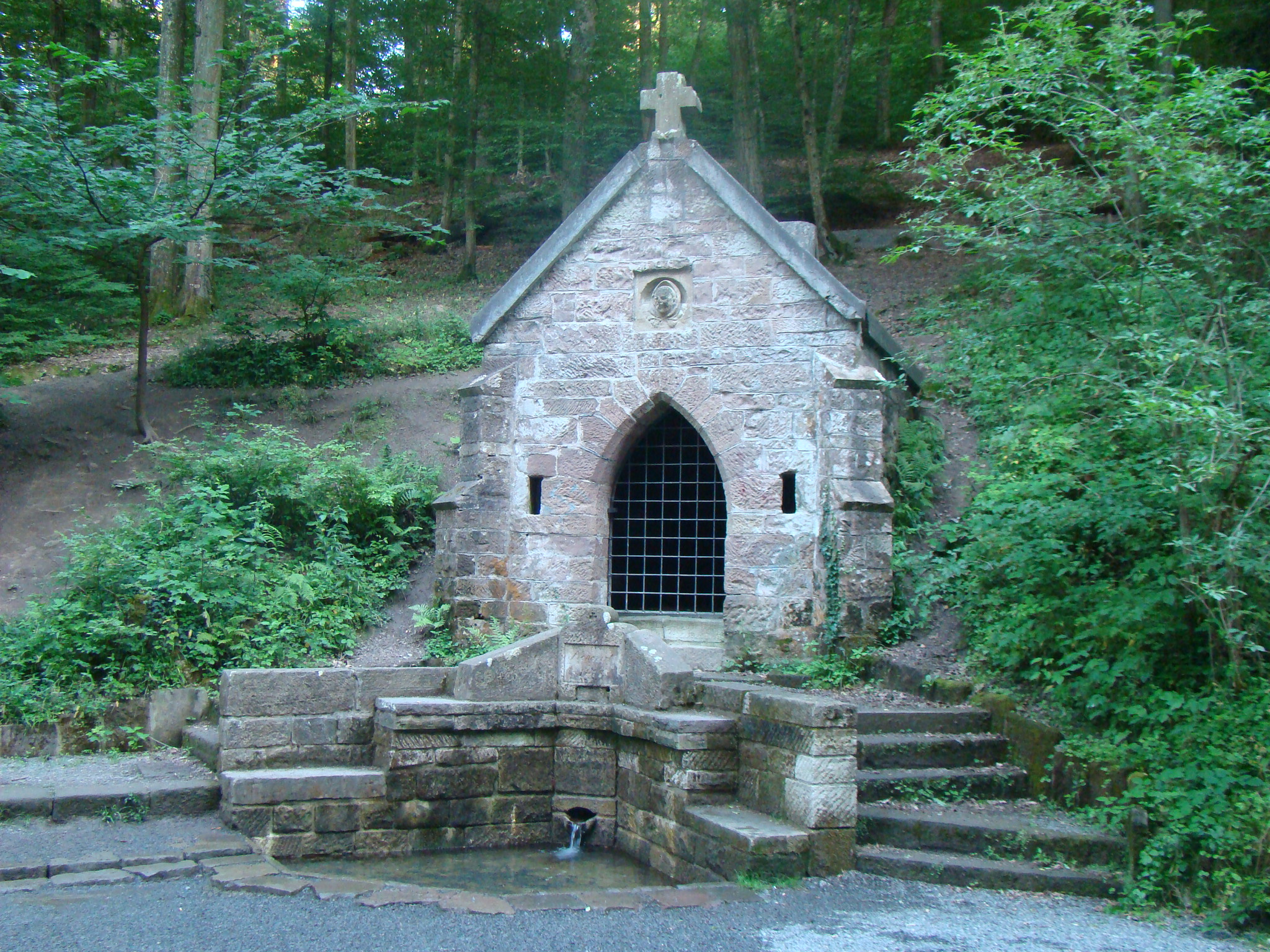
Köpferbrunnen mit Einsiedlerklause

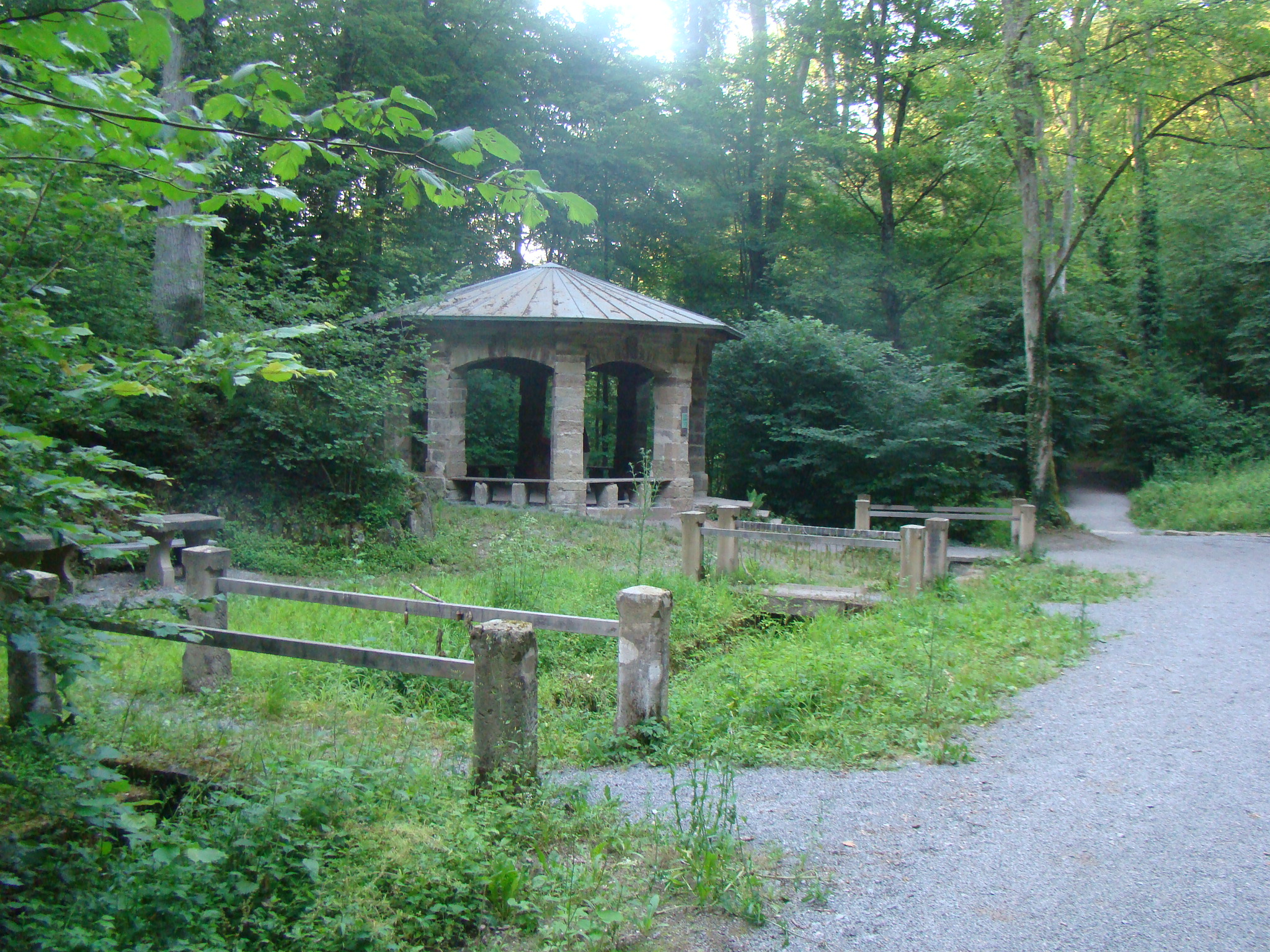
Musikpavillon

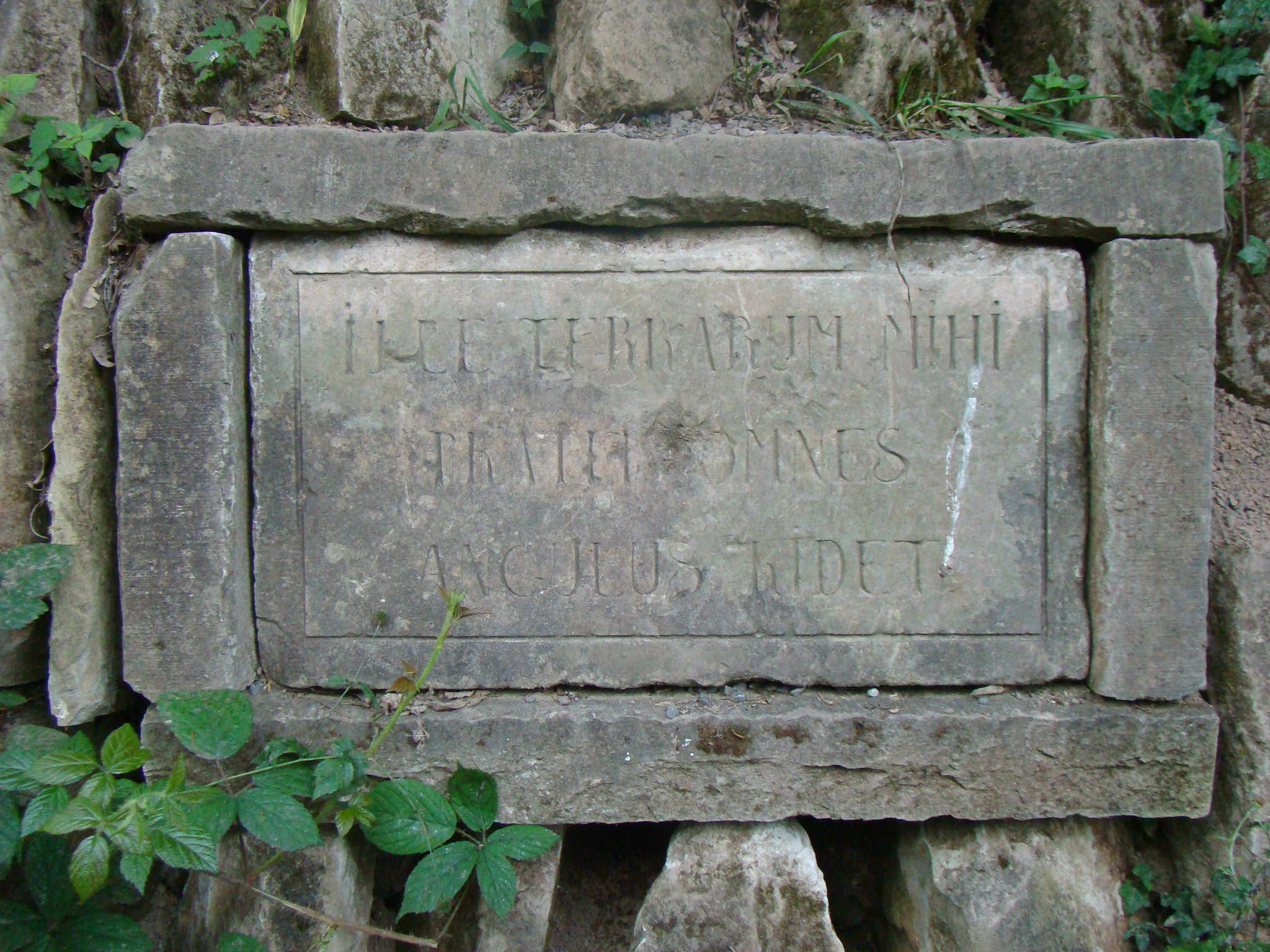
Lateinische Inschrift

Die Köpferbrunnenanlage im bewaldeten Köpfertal im Osten von Heilbronn ist ein denkmalgeschütztes historisches Ensemble. Seinen Kern bilden eine Kapelle oder Klause mit einem Brunnen und ein Musikpavillon. In seiner heutigen Gestalt wurde es vom Heilbronner Verschönerungsverein in den letzten Jahrzehnten des 19. Jahrhunderts errichtet.

## Geschichte
Das Köpfertal hat seinen Namen vermutlich von den Bergköpfen, zwischen denen der Köpferbach entspringt, nicht etwa von dort erfolgten Enthauptungen. Doch hat der Ort wohl 1814 als Richtstätte für den Raubmörder Doderer gedient, und einer Sage nach soll auch ein Heilbronner Junker des Namens Veit Imlin dort enthauptet worden sein. Der Köpferbach, im weiteren Verlauf auch Pfühlbach genannt, entspringt noch rund 300 Meter weiter südlich des Köpferbrunnens in der Steinkohlenklinge, in der man 1780 erfolglos nach Kohle geschürft hatte. Er speist nacheinander den 1935 vom Reichsarbeitsdienst zum Zwecke des Hochwasserschutzes angelegten Köpfer-Stausee im Stadtwald, den Trappensee und den Pfühlsee. Bis 1524 bezog auch der Mönchsee des Heilbronner Karmeliterklosters sein Wasser aus ihm.
Die Köpferquelle war einst von Waldbrüder genannten Heilbronner Naturfreunden gefasst worden. Auf diese Waldbrüder geht auch der erste Bau eines Häuschens bei der Quelle zurück, das jedoch im Laufe der Zeit herunterkam, so dass der 1863 gegründete Verschönerungsverein 1877 die Wiederherstellung der Anlage beschloss, zu diesem Zweck Geld zu sammeln begann und die Anlage später Zug um Zug ausbaute. Die Kapelle bzw. Einsiedlerklause wurde 1880 neogotisch umgestaltet und über dem Portal mit den Kopf eines Eremiten verziert. Den Brunnen vor der Klause ziert ein Vers von Vergil: Fortunatus ille Deos qui novit agrestes (Glücklich ist wer die Götter kennt in Wald und Flur, Georgica II, 493). Die nahebei stehende Kepplereiche ehrt den Oberbaurat Keppler, der dem Verschönerungsverein von 1902 bis 1924 vorstand. Steinerne Brücken der Anlage datieren auf 1898 und 1904. Zu der Anlage gehören auch ein Musikpavillon, ein künstlich angelegter Teich mit einem weiteren lateinischen Inschriftenstein sowie steinerne Tische und Bänke. Im weiteren Sinn zählen zu der Anlage auch der nach Norden führende Uferweg zum Trappenseeschlösschen und das südlich gelegene obere Köpfertal.